# میانمار وی‌جی
میانمار وی‌جی: گزارشی از یک کشور محصور (انگلیسی: Burma VJ: Reporting from a Closed Country) یک فیلم مستند دانمارکی به کارگردانی «آنرس اوسترگارد» است که در سال ۲۰۰۸ منتشر شد و دربارهٔ انقلاب زعفرانی علیه رژیم نظامی این کشور است. عبارت وی‌جی مخفف video journalists به معنای «خبرنگاران تصویری» است. برخی بخش‌های این فیلم با درون دستی فیلمبرداری شده و فیلم‌ها به‌طور قاچاقی، مسافری یا از راه اینترنت از کشور خارج شد. بخش‌های دیگری از فیلم هم بعدها بازسازی شده‌است که مورد بحث و جدل و اختلاف نظر بوده‌است.
این فیلم در جشنواره بین‌المللی فیلم زردآلوی طلایی ایروان برندهٔ جایزهٔ «بهترین فیلم مستند» و در جشنواره فیلم ساندنس برندهٔ جایزهٔ «بهترین تدوین فیلم مستند سینمای جهان» شد و نامزد دریافت جایزه اسکار بهترین فیلم مستند گشت.
این فیلم حاوی پیامی ویدئویی از ریچارد گی‌یر هنرپیشهٔ بودایی‌مذهب است که وضعیت میانمار را با وضعیت تبت مقایسه می‌کند.